# Becca
Rebecca Emily Hollcraft, artiestennaam Becca (Portland, 9 mei 1989) is een Amerikaanse zangeres, singer-songwriter en gitariste.
Becca begon te zingen en het schrijven van liedjes op jonge leeftijd en gitaar te spelen toen ze 10 jaar oud was. Tijdens haar schooljaren was ze actief in het koor en het acteren. Toen ze 13 was nam een familievriend haar kooroptreden in een school op. De opname vond zijn weg naar Meredith Brooks die op zoek was naar nieuwe artiesten en talent. "Becca heeft een powerhouse stem, en toen ze realiseerde dat Becca ook songs kon schrijven was Meredith verkocht".
Met de steun van haar ouders bracht Becca haar zomervakantie van dat jaar door in Los Angeles met Meredith waar ze werkten aan nummers voor haar demo's. Becca's talent werd snel opgevangen door de radiostations in haar woonplaats Portland. Na airplay op de lokale shows, kreeg Becca al snel positieve reacties. In het begin van 2008 ondertekende Becca een contract met Sony Music Entertainment en haar single "Perfect Me" werd op 9 april 2008 in Japan uitgebracht.
Becca's debuut cd Alive! werd uitgebracht op 5 november 2008. "I'm Alive" is de eerste single en werd uitgebracht op 23 september 2008 met een bijhorende video. Haar debuutalbum bevat 2 covers: I Drove All Night en Outside Of You.

## Discografie
- Perfect Me (2008)
- Turn to Stone (2008)
- Alive! (2008)